# Bandeira do Sudão
A bandeira do Sudão foi adotada em 20 de Maio de 1970. É composta por três faixas horizontais (vermelho-branco-preto) e um triângulo verde com a base paralela ao eixo. A bandeira anterior era composta por uma lista tricolor azul-amarelo-verde.
Até o golpe militar liderado por Yaffar al Numeiry em 1969, a bandeira do Sudão era azul, amarela e verde. Anos antes da independência do Sudão do Sul, já era considerado o único símbolo da região norte do país. O Sudão do Sul adotou uma nova bandeira, a atual, com um triângulo azul no mastro e uma estrela amarela dentro, além de uma faixa preta, uma faixa vermelha e uma faixa verde, todas horizontais, separadas uma da outra por duas finas faixas brancas.

## Significado das cores
O vermelho, o verde, o branco e o preto são as Cores pan-árabes, adotadas durante a Revolta Árabe. Além do Sudão, vários outros países de origem árabe também possuem bandeiras nestas cores.
Além disso, as cores também podem representar:
- O vermelho representa o socialismo, a luta contra o colonialismo britânico e o sangue dos combatentes sudaneses.
- O branco representa a pureza e o otimismo.
- O preto representa o Sudão e a Revolução do Mahdi.
- O verde representa a prosperidade, a agricultura e o islamismo.[1]

## Bandeiras históricas

Bandeira do Movimento Mahdista no Sudão (1885-1899)
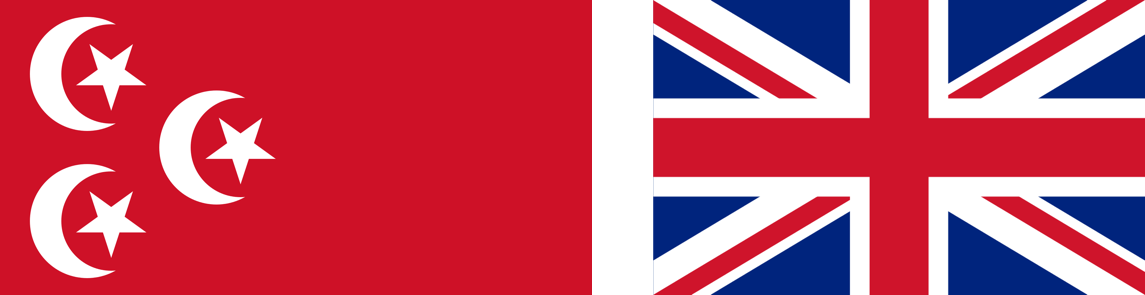
Bandeira do Sudão Anglo-Egípcio (1914-1922)
Bandeira do Sudão Anglo-Egípcio (1922-1955)
Bandeira do Sudão provisório na Conferência de Bandungue (1955)
Bandeira do Sudão (1956-1970)